# 小行星9289
小行星9289（9289 Balau）是一颗绕太阳运转的小行星，为主小行星带小行星。该小行星于1981年8月19日发现。

## 轨道参数
小行星9289的轨道半长轴为388 968 288 km，2.6000554 UA，离心率为0.156。